# Canon EF-S

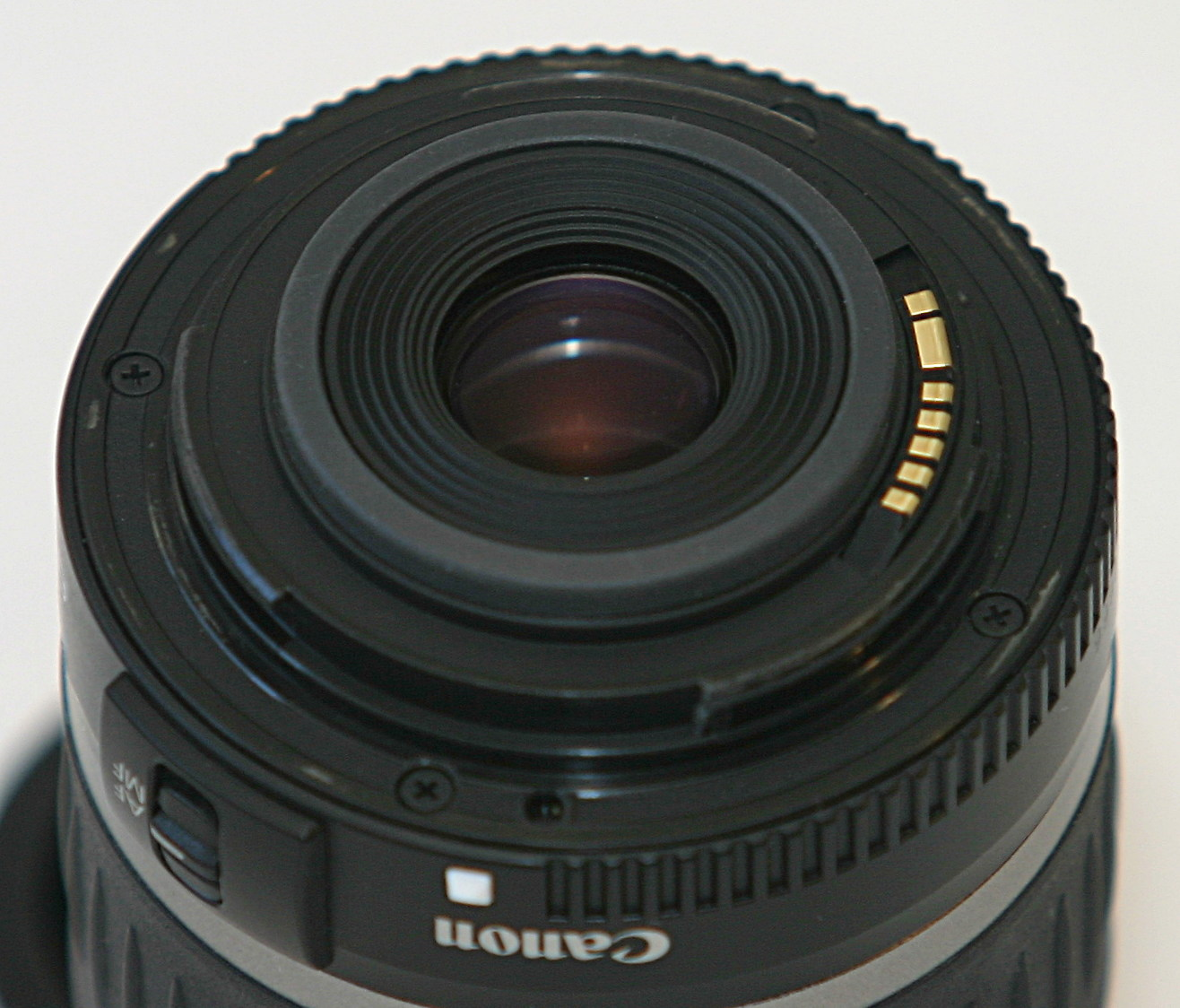
Příklad objektivu EF-S typu Canon EF-S 18-55mm

Objektivy Canon EF-S jsou vytvořeny speciálně pro menší plochu APS-C snímače. K jejich vlastnostem patří například zasouvání zadních optických členů hlouběji do těla zrcadlovky. Objektivy s bajonetem Canon EF-S nejsou tedy kompatibilní s profesionálními těly (Canon EOS 5D Mark II, Canon EOS 1D Mark III). Naopak profesionální objektivy s Canon EF bajonetem jsou zpětně kompatibilní s APS-C těly (Canon EOS 450D, Canon EOS 500D, Canon EOS 550D, Canon EOS 50D).